# Cymatium sarcostomum
Cymatium sarcostomum är en snäckart som först beskrevs av Reeve 1844.  Cymatium sarcostomum ingår i släktet Cymatium och familjen Ranellidae. Inga underarter finns listade i Catalogue of Life.

## Bildgalleri

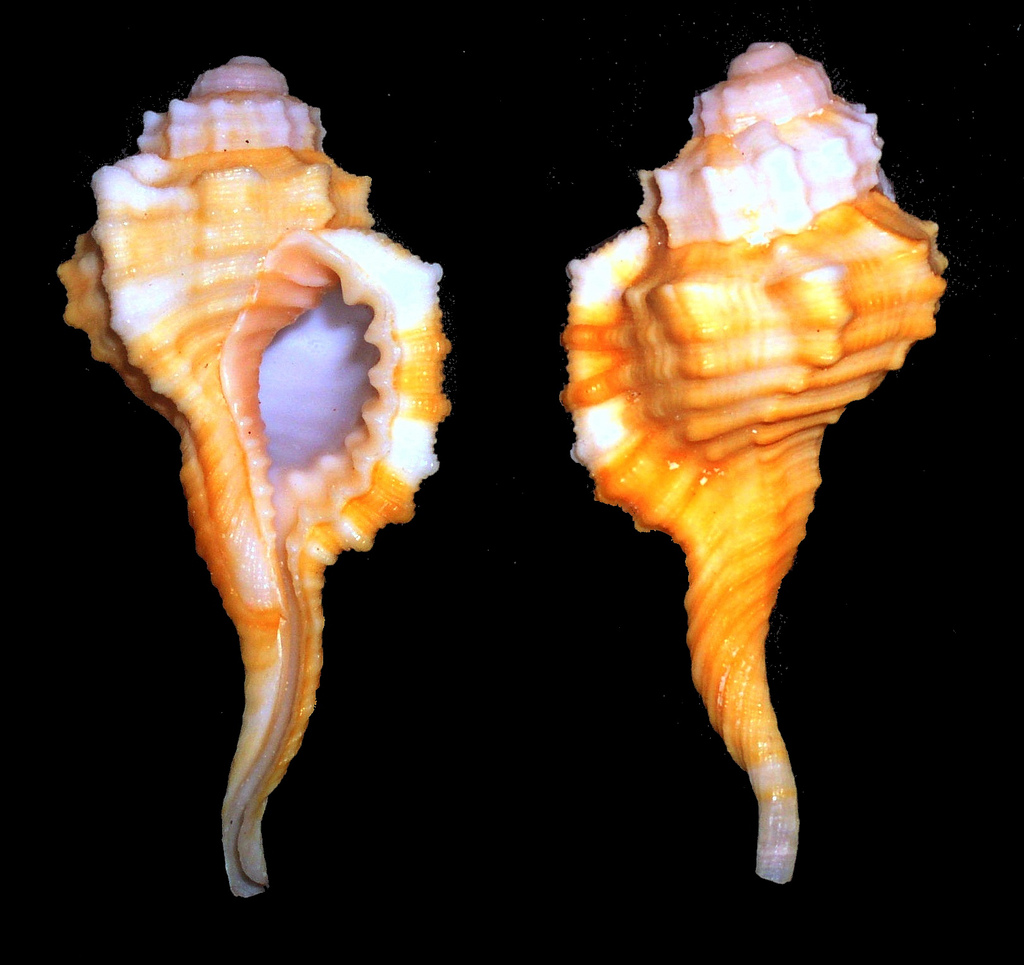